# Masque de Hartmann

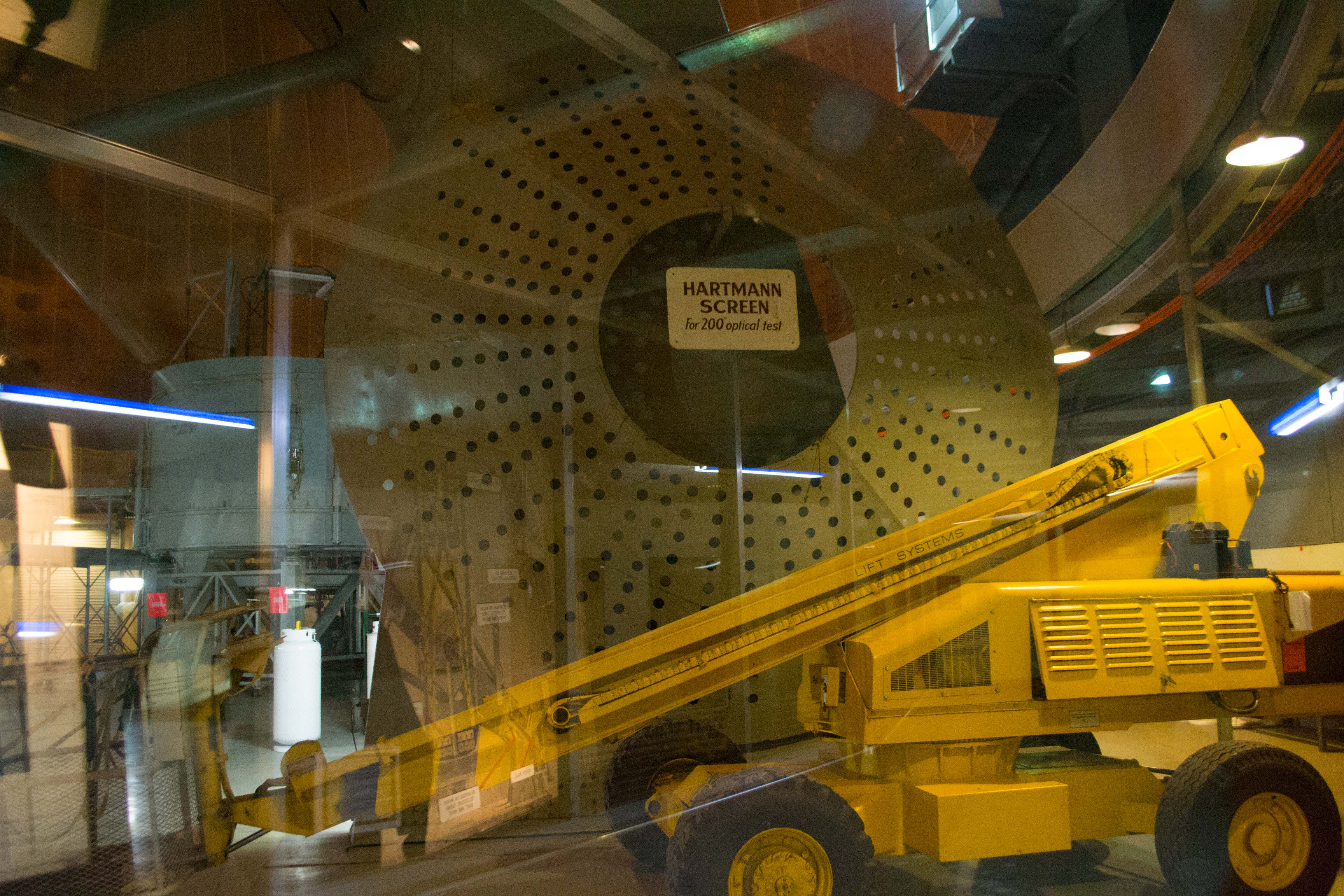
Le masque de Hartmann utilisé pour le téléscope Hale de 5 m de diamètre de l'observatoire du Mont Palomar.

Le masque de Hartmann est un dispositif permettant de faciliter la mise au point optique des instruments astronomiques. Il a été nommé d'après son inventeur Johannes Franz Hartmann.

## Utilisation
Ce dispositif est un simple masque opaque contenant plusieurs trous. L'utilisateur place le masque à l'ouverture de son télescope ou de sa lunette astronomique et pointe une étoile de forte magnitude. Lorsque la mise au point de l'appareil optique est mauvaise, l'utilisateur distingue autant d'image que de trous réalisés dans le masque opaque. Dès que la mise au point est optimale, une seule image nette de l'étoile visée se forme à la focale de l'instrument.

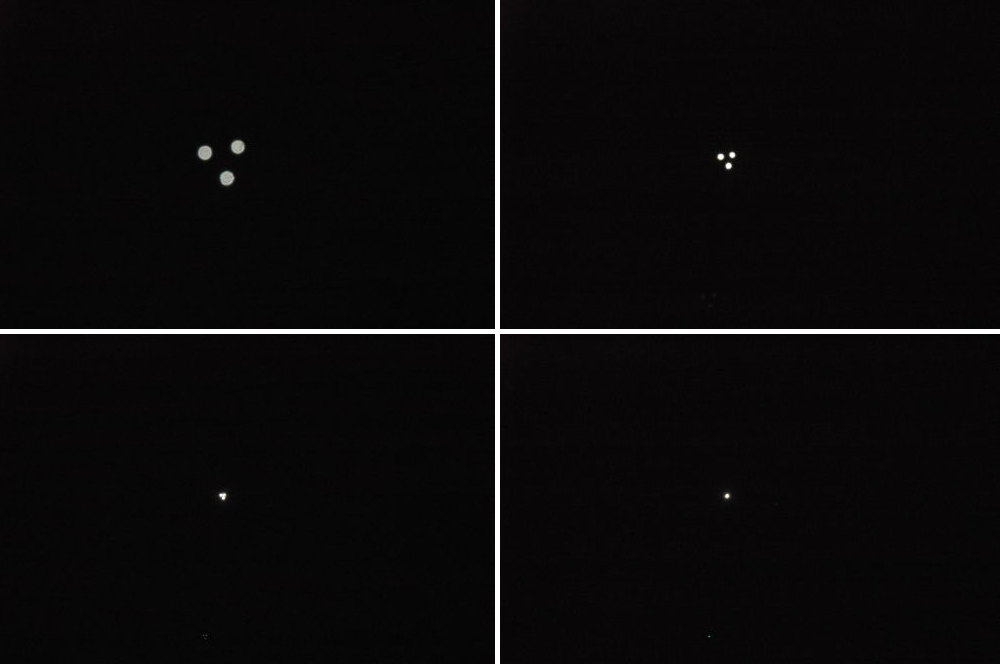
Les étapes de la mise au point avec le masque de Hartmann.